# Sở giao dịch chứng khoán Pakistan
Sở giao dịch chứng khoán Pakistan (tiếng Urdu: بازارِ حِصَص پاکستان , viết tắt là PSX) là một sàn giao dịch chứng khoán ở Pakistan với các sàn giao dịch ở Karachi, Islamabad và Lahore. PSX đã được phân loại lại thành Thị trường mới nổi của MSCI vào tháng 5 năm 2017, trong khi FTSE phân loại PSX là Thị trường mới nổi thứ cấp.
PSX được thành lập vào ngày 11 tháng 1 năm 2016 sau khi sáp nhập Sở giao dịch chứng khoán các thành phố Karachi, Lahore và Islamabad. Nguồn gốc của PSX đã được đặt ra với việc thành lập Sở giao dịch chứng khoán Karachi vào năm 1947, Sở giao dịch chứng khoán Lahore năm 1970 và Sở giao dịch chứng khoán Islamabad năm 1992. Tính đến ngày 23 tháng 2 năm 2018, đã có 559 công ty được liệt kê trong PSX và tổng vốn hóa thị trường là 84 đô la Mỹ   tỷ. Vốn hóa thị trường giảm xuống 50 tỷ đô la Mỹ vào tháng 1 năm 2020 sau khi đồng rupee mất giá.
Các nhà đầu tư trên các sàn giao dịch bao gồm 1.886 nhà đầu tư tổ chức nước ngoài và 883 nhà đầu tư tổ chức trong nước cùng với khoảng 0,22   triệu nhà đầu tư bán lẻ. Ngoài ra còn có khoảng 400 nhà môi giới là thành viên của PSX cũng như 21 công ty quản lý tài sản. Một trong những sàn giao dịch chứng khoán tiền thân của PSX, Sở giao dịch chứng khoán Karachi, được liệt kê trong số các thị trường chứng khoán biên giới hoạt động tốt nhất thế giới: từ năm 2009 đến 2015, nó đã giao 26% một năm. Tuy nhiên, vào năm 2019, Bloomberg tuyên bố rằng PSX là 'tệ nhất thế giới', đã xóa 'một nửa giá trị thị trường của họ'. Vào tháng 12 năm 2016, PSX đã bán 40% cổ phần chiến lược cho một tập đoàn Trung Quốc với giá 85 triệu đô la Mỹ.